# Formica siamicarubra
Formica siamicarubra é uma espécie de formiga do gênero Formica, pertencente à subfamília Formicinae.